# Kościół Wszystkich Świętych w Bliznem
Kościół pw. Wszystkich Świętych – gotycki, drewniany kościół znajdujący się we wsi Blizne, zbudowany przed 1470.
Kościół w Bliznem jest jednym z najcenniejszych obiektów drewnianej architektury sakralnej w Polsce, jako jeden z najcenniejszych drewnianych kościołów znajduje się na szlaku architektury drewnianej województwa podkarpackiego (Trasa I - Krośnieńsko-Brzozowska).
W 2003 wpisany na listę światowego dziedzictwa UNESCO.

## Historia
Unikatowy zespół kościelno-plebański usytuowany jest na pagórku otoczonym starodrzewem. Drewniany kościół parafialny pw. Wszystkich Świętych o charakterze obronnym, w stylu gotyckim, powstał zapewne przed 1470, ponieważ najwcześniejsza pewna wzmianka o jego istnieniu pochodzi z 1470. W 1549 ściany kościoła ozdobiono bogatą polichromią ornamentalno-figuralną. Kolejne następne warstwy polichromii nakładano w 1649 i około 1700 w stylach charakterystycznych poszczególnym okresom.  W I poł. XVII w. dobudowano do kościoła wieżę. Poważny remont obiektu przeprowadzono w 1811. Rozebrano okalające świątynię soboty, oszalowano gontem ściany zewnętrzne, dobudowano do nawy kruchtę. Pod koniec XIX zamalowano istniejącą polichromię. W latach 1964–1974 obiekt został gruntownie odrestaurowany. Konserwację ołtarzy i drewnianej chrzcielnicy przeprowadzono w latach 1992–96, a polichromii w latach 2000–2001. W 2006 wymieniono gonty, których powierzchnia całkowita wynosi 1,5 ha.

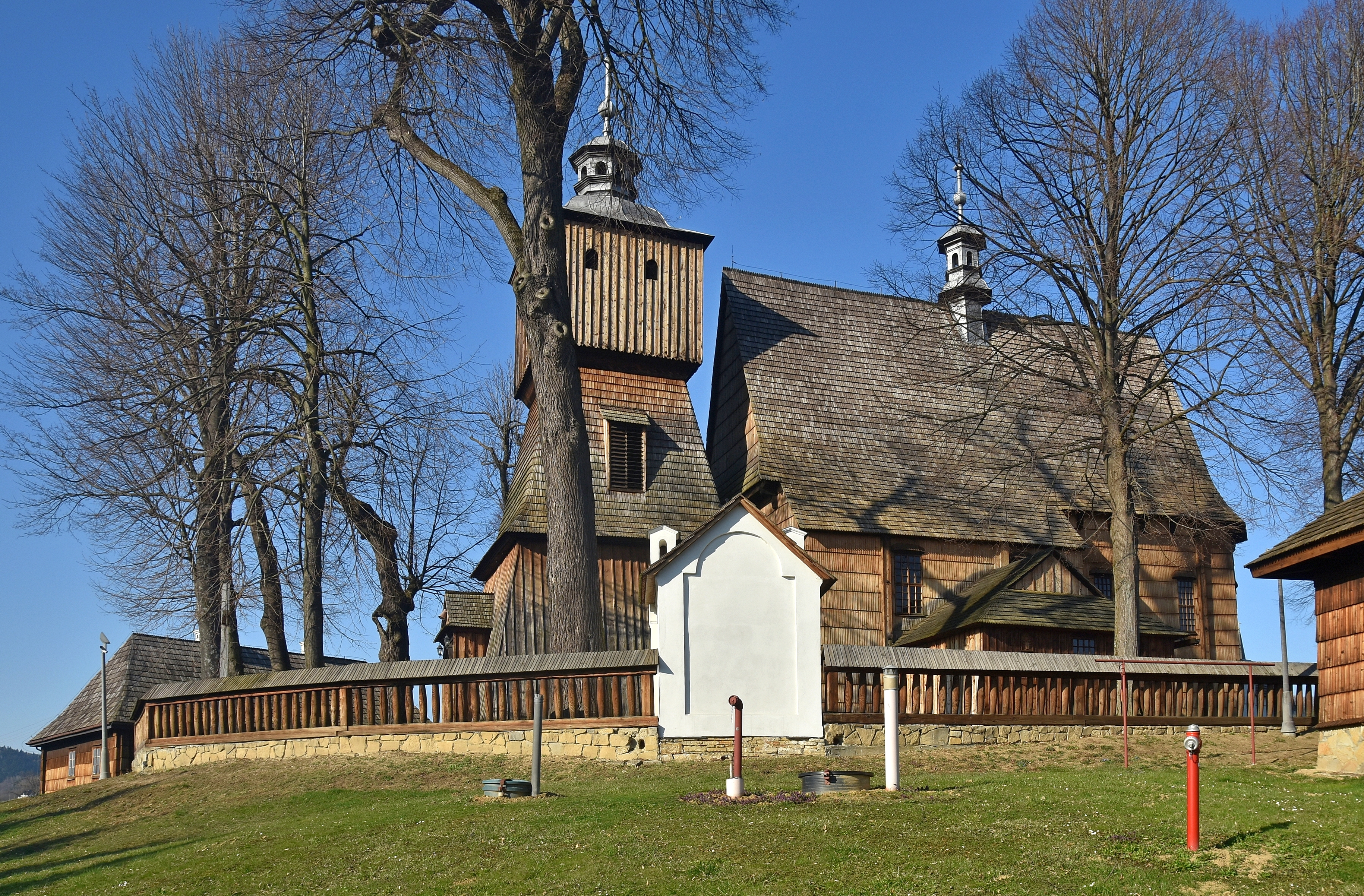
Widok od strony południowej
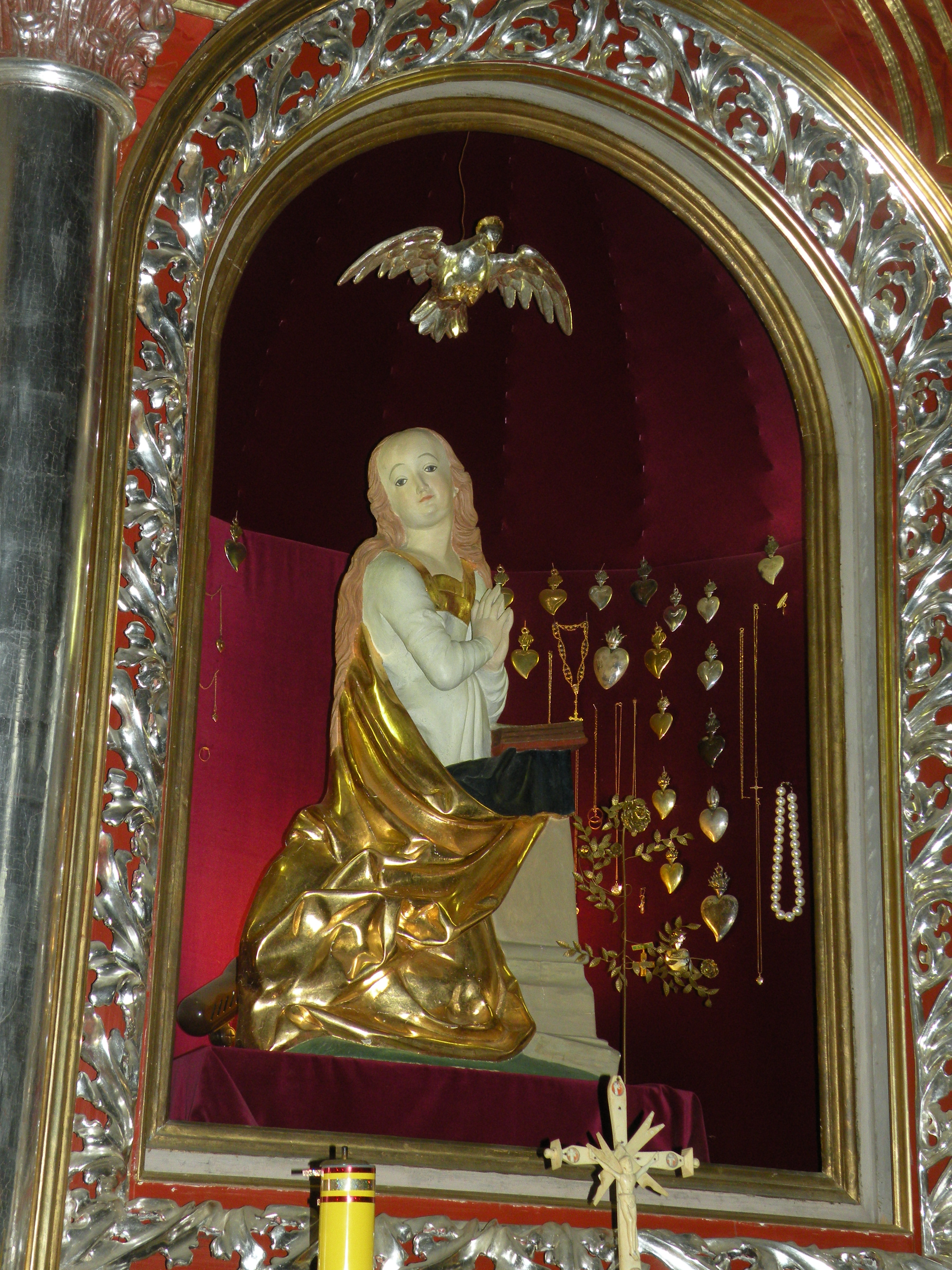
Łaskami słynąca figura Matki Bożej
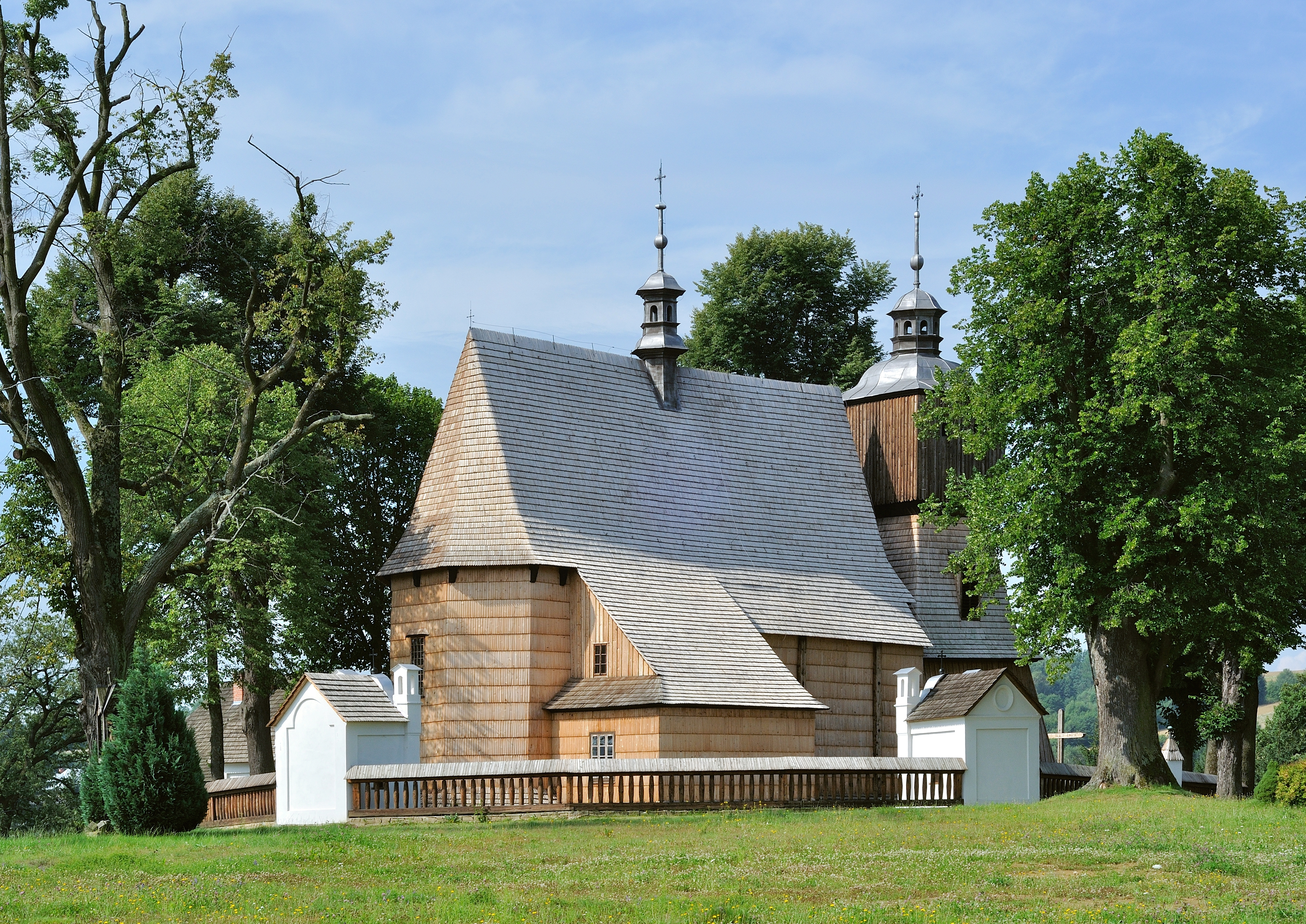
Elewacja boczna

## Architektura i wyposażenie
Kościół zbudowany jest na zrąb z jodłowych bali, na kamiennym podmurowaniu. Zastosowano w nim pierwotnie, charakterystyczny dla średniowiecznego ciesielstwa małopolskiego, system więźbowo-zaskrzynieniowo-zaczepowy. To budowla orientowana, składająca się z jednoprzestrzennej nawy na rzucie zbliżonym do kwadratu i węższym zamkniętym trójbocznie prostokątnym prezbiterium. Od zachodu przylega do nawy wieża konstrukcji słupowo-ramowej z pochyłymi ścianami i nadwieszoną izbicą ozdobioną wyciętą koronką, zwieńczoną baniastym hełmem z latarnią. Do prezbiterium przylega od północy zakrystia, a do nawy od południa kruchta.
We wnętrzu strop płaski, w nawie z zakrzywieniami. Wnętrze zdobi cenny zespół malowideł ściennych. Są to odkryte fragmenty polichromii z lat 1549, 1649 i 1700. Malowidła zostały zakonserwowane w latach 2000–2001 przez Barbarę Czajkowską-Palusińską, Lecha Kitlińskiego i Sławomira Stępnia.
W wyposażeniu kościoła wyróżniają się:
- ołtarz główny z 1700 z obrazem Adoracji Matki Boskiej z połowy XVII w.,
- dwa późnobarokowe ołtarze boczne z XVII wieku (lewy z rzeźbą Madonny z lat 1515–20 - pozostałość późnogotyckiego tryptyku),
- późnorenesansowa ambona z 1604,
- drewniana chrzcielnica z I poł. XVIII w.,
- belka tęczowa z barokową Grupą Pasji[3][4].

Wnętrze oświetlają okna umieszczone wyłącznie po stronie południowej. W prezbiterium mają wykrój oślego grzbietu charakterystycznego dla późnego gotyku.

## Otoczenie
Teren kościoła otoczony jest drewnianym ogrodzeniem z murowanymi kapliczkami z XIX w. Obok znajduje się zespół drewnianych zabudowań plebańskich: wikarówka sprzed 1699 stanowiąca muzeum parafialne, lamus i organistówka.

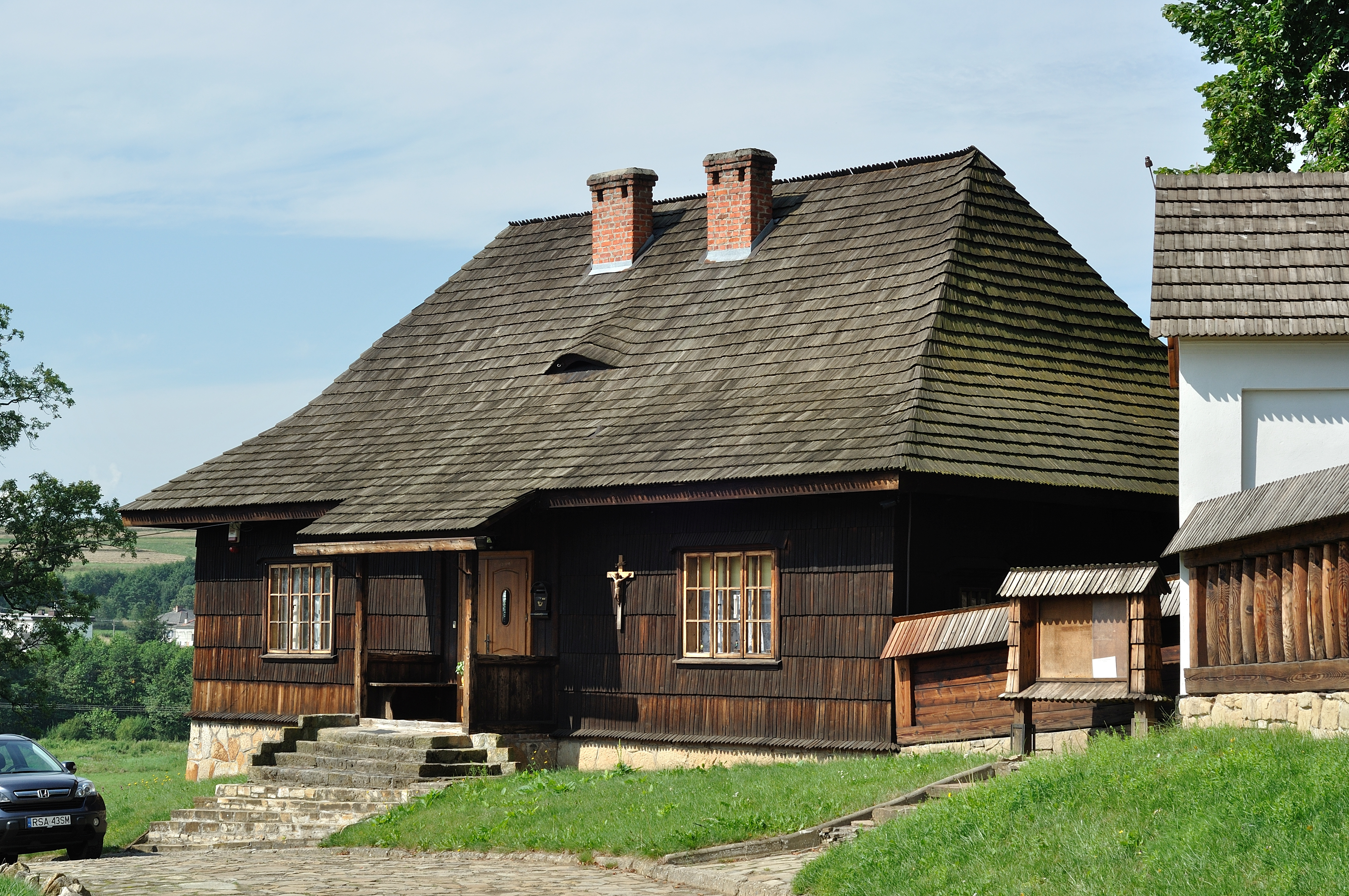
Plebania
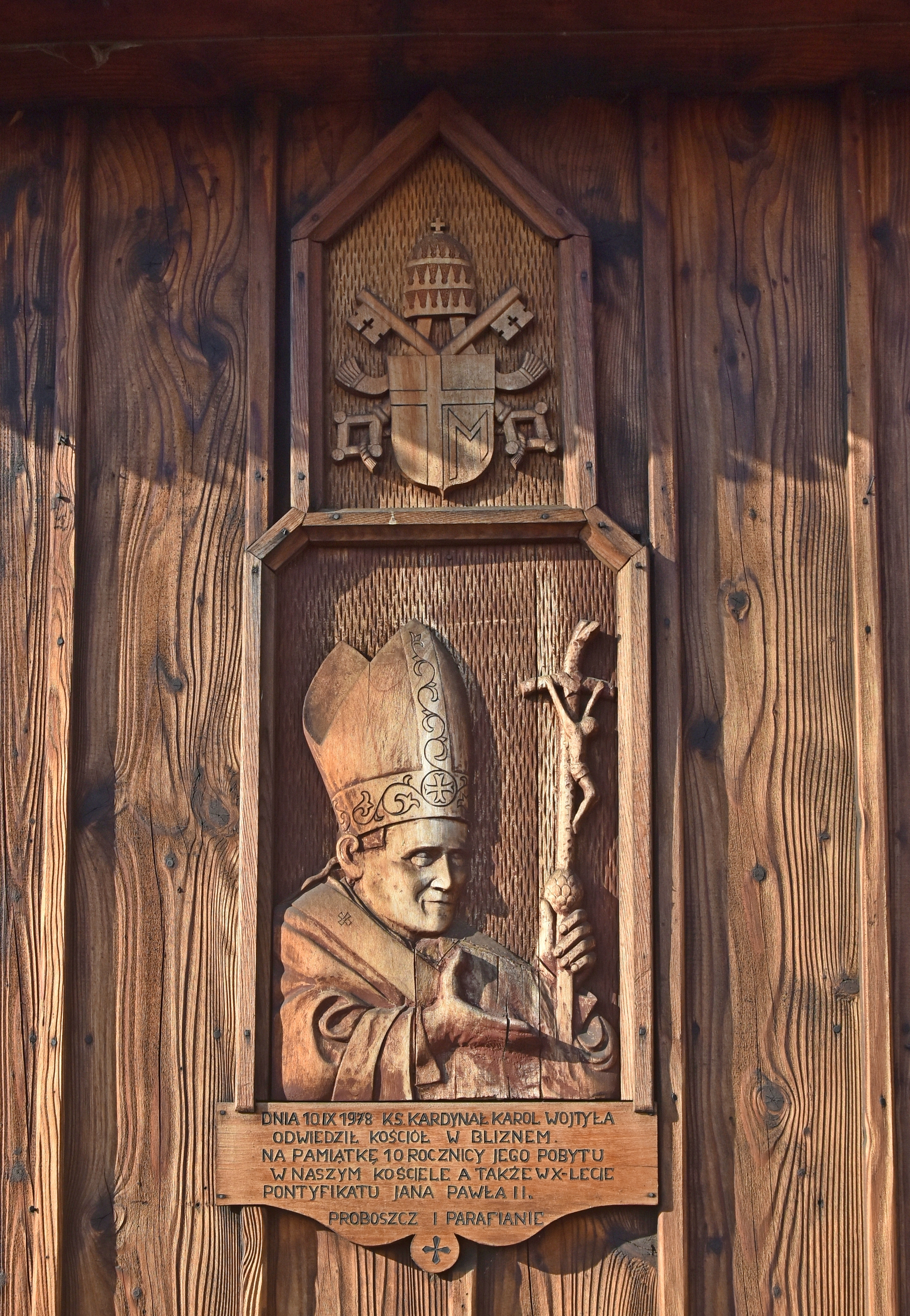
Tablica upamiętniająca wizytę Karola Wojtyły w kościele
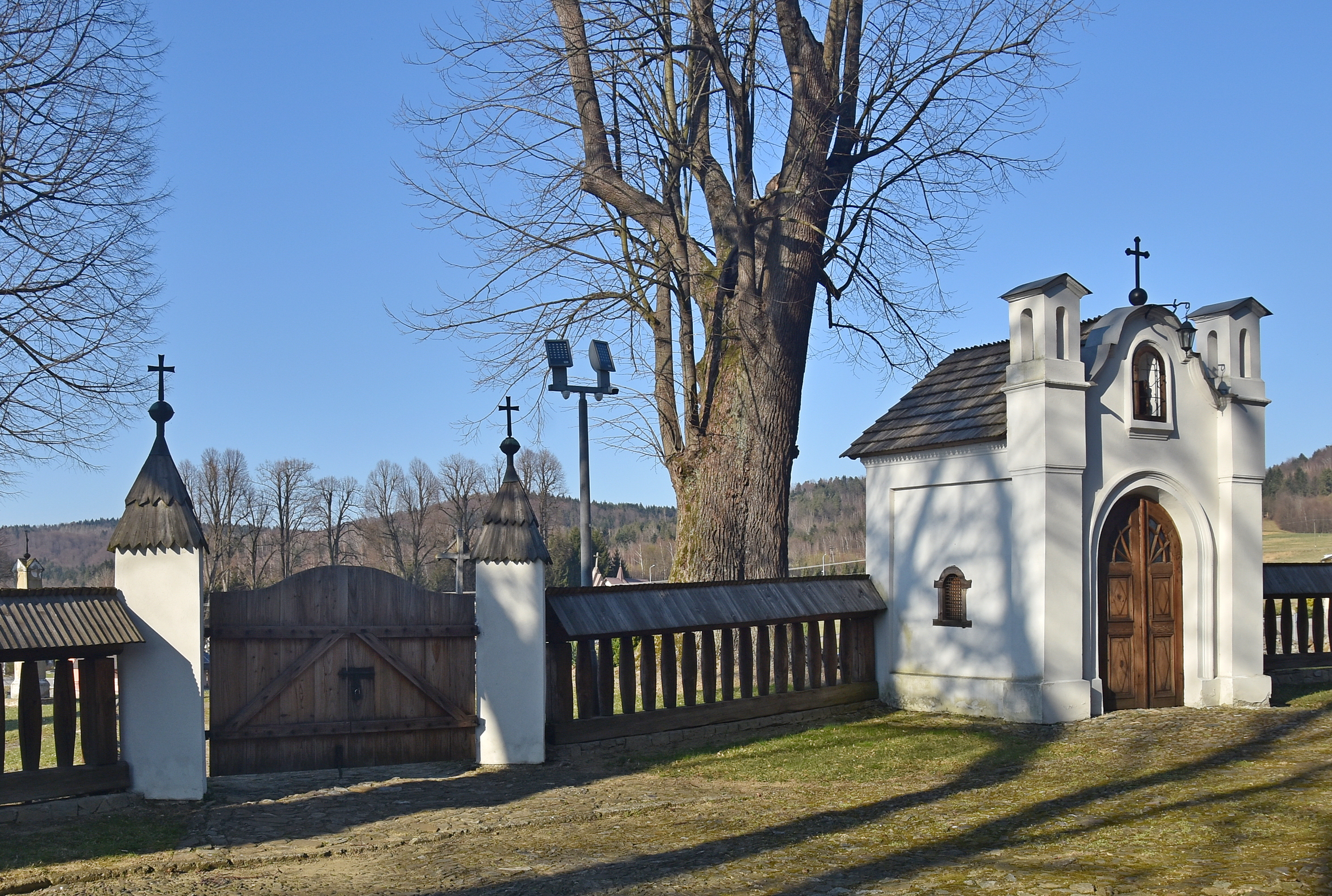
Kapliczka w ogrodzeniu

W 2003 cały obiekt wraz z kościołem w Haczowie i czterema innymi drewnianymi kościołami Małopolski został zapisany na listę światowego dziedzictwa UNESCO.
Uzasadnienie wpisu na Listę Światowego Dziedzictwa UNESCO – doskonale zachowana substancja architektoniczna, niezwykle bogate wyposażenie ruchome, unikatowy zespół malowideł ściennych o wybitnych walorach artystycznych oraz unikalne otoczenie - m.in. zespół XIX w. zabudowań plebańskich.

## Kult Matki Bożej
Kościół stanowi lokalny ośrodek kultu ze względu na znajdującą się w bocznym ołtarzu figurę Matki Bożej Pełnej Łaski (Najświętsza Maryja Panna ze sceny zwiastowania) otoczoną kultem przez wiernych.